# 波碧·圖門寇爾
波碧·圖門寇爾（印尼語：Poppy Tumengkol，1945年—），是一名已退役印尼女子羽球運動員。
波碧曾代表印尼參加1969年與1972年的優霸盃。在1969年優霸盃對陣日本隊的決賽中，她出賽第一單打，以兩個0:11輸給高木紀子。最終印尼隊以1-6輸球而獲得亞軍。
在1972年優霸盃再次對陣日本隊的決賽中，她與芮特諾·庫斯蒂加搭檔雙打，先以8:15、9:15輸給竹中悅子/相澤マチ子組合，再以兩個9:15、11:15輸給中山紀子/湯木博惠組合。最終印尼隊以1-6敗陣而獲得亞軍。
波碧是羽球運動員Justian Suhandinata的妻子，也是羽毛球官員Suharso Suhandinata的媳婦。這家人經營Tangkas羽球俱樂部，是印尼領先的俱樂部之一，曾經培養出伊薩克·蘇吉亞托、蔡祥林、里奇·蘇巴吉亞、雷克西·邁納基、佐戈·蘇普里昂托、劉邦高和維拉華蒂·法吉林等名將。